# Oltre Giuba
Oltre Giuba fou una efímera colònia italiana a Àfrica. Tenia una superfície de 87.000 km² i una població de 120.000 habitants. La capital fou Chisimaio.
Per un tractat signat el 15 de juliol de 1924 la província britànica del Protectorat de l'Àfrica Oriental Britànica anomenada Jubalàndia (amb certes modificacions territorials) fou cedida a Itàlia. El parlament britànic va ratificar la cessió el 27 de març del 1925, i el 29 de juny de 1925 es va fer la transferència de poder marcada per la baixada de la bandera britànica a Kismaayo on fou hissada la bandera italiana. En aquest moment va prendre cos oficialment la colònia italiana d'Oltre Giuba. N'havia estat nomenat governador Corrado Zoli (de 48 anys) que va prendre oficialment possessió del càrrec encara que ja feia setmanes que treballava amb l'administració britànica.
L'1 de juliol del 1926 fou incorporada a la Somàlia Italiana; els dos antics districtes de l'Alta Jubalàndia i la Baixa Jubalàndia, van esdevenir els comissariats de l'Alt Juba i Baix Juba, als que foren incorporats territoris de la part oriental del riu. Zoli va retornar a Itàlia on va ocupar un alt càrrec a l'oficina colonial (va morir el 1951).

## Segells
Itàlia va emetre els primers segells el 29 de juliol de 1925, amb segells italians sobre impresos amb la inscripció OLTRE GIUBA" (Trans-Juba o Jubalàndia). El 21 d'abril de 1926, es van emetre els primers segells (set) específicament creats pel territori amb un mapa d'aquest i la inscripció "COMMISSARIATO GENLE / DELL' OLTRE GIUBA"; una emissió de l'1 de juny de l'Institut Colonial portava la inscripció únicament "OLTRE GIUBA". Totes les emissions són de poc valor, especialment els segells nous.